# Harvey Chandler
Harvey Chandler (Raunds, 19 aprile 1995) è un giocatore di snooker inglese.

## Carriera
Harvey Chandler viene invitato come wildcard al Paul Hunter Classic 2017 e, una volta arrivato nel tabellone principale dopo i turni di qualificazione, batte 4-2 Li Yuan. Al secondo turno viene eliminato da Joe O'Connor.
Nel 2018 vince il campionato europeo sconfiggendo Jordan Brown per 7-2, diventando quindi professionista all'inizio della stagione 2018-2019.
Dopo aver mancato la qualificazione per il Riga Masters, l'inglese prende parte al World Open vincendo al primo turno contro Kurt Maflin, ma viene eliminato in quello successivo da Kyren Wilson. Al Paul Hunter Classic raggiunge gli ottavi dopo aver superato Fan Zhengyi per via del suo forfait, Alexander Ursenbacher e Mark Joyce, prima di essere battuto da Zhang Anda per 4-0.
Nella stagione 2019-2020 conquista il terzo turno come miglior risultato al Northern Ireland Open e al Gibraltar Open.

## Ranking[8]
| Stagione  | Ranking iniziale | Ranking finale |
| --------- | ---------------- | -------------- |
| 2018-2019 | Non classificato | 117            |
| 2019-2020 | 87               |                |